# Xian de Changfeng
Le xian de Changfeng (长丰县 ; pinyin : Chángfēng Xiàn) est un district administratif de la province de l'Anhui en Chine. Il est placé sous la juridiction de la ville-préfecture de Hefei.

## Démographie
La population du district était de 956 059 habitants en 1999.